# Samson Kayode Olaleye
Hoang Vu Samson (Nigeria; 6 de octubre de 1988), conocido como Olaleye, es un futbolista nigeriano. Juega en la posición de delantero y su actual equipo es el Quang Nam Football Club de la primera división vietnamita.

## Trayectoria
Samson comenzó su carrera como futbolista profesional fichando en la temporada 2007-2008 por el Than Quảng Ninh de la primera división de Vietnam marcando 20 goles.
En las temporadas 2008-2009 y 2009-2010 jugó en el Dong Thap F.C. de la primera división de la liga vietnamita anotando 43 goles, siendo el máximo goleador de la liga.
El 15 de agosto de 2011 da un gran salto en su carrera deportiva fichando por el Atlético de Madrid de la primera división de la Liga BBVA y siendo cedido al Sporting de Braga de la primera división de la Liga Sagres portuguesa.

## Clubes
| Club                           | País      | Año         |  |
| ------------------------------ | --------- | ----------- |  |
| Than Quang Ninh Football Club  | Vietnam   | 2007 - 2008 |  |
| Cao su Đồng Tháp Football Club | Vietnam   | 2009 - 2010 |  |
| Atlético de Madrid B           | España    | 2011        |  |
| Sporting de Braga              | Portugal  | 2011        |  |
| Hanoi T&T Football Club        | Vietnam   | 2011 - 2017 |  |
| Buriram United                 | Tailandia | 2017 - 2018 |  |
| Ha Noi FC                      | Vietnam   | 2018 - 2019 |  |
| Dong A Thanh Hoa               | Vietnam   | 2019 - 2021 |  |
| Ho Chi Minh City FC            | Vietnam   | 2021 - 2023 |  |
| Quang Nam FC                   | Vietnam   | 2023 -      |  |